# Bassir
Bassir (tiếng Ả Rập: بصير) là một ngôi làng ở Hauran, nằm 630 mét (0,4 dặm) trên mực nước biển và 51 kilômét (32 mi) phía nam Damascus ở Syria. Bassir giáp với phía đông bởi Lejah, với phía nam bởi Khabab, với phía tây của Al-Sanamayn và với phía bắc bởi Jebab. Nó nằm ở giữa ba thành phố chính ở Syria: Damascus, Daraa và As-Suwayda.

## Từ nguyên
Từ Bassir xuất phát từ từ "Pethera" có nghĩa là trong tiếng Hy Lạp "cao" hoặc "nâng lên" được đặt ở một vị trí tương đối cao.

## Lịch sử
Bassir được xây dựng như một căn cứ quân sự cho các lực lượng La Mã nhằm hỗ trợ các trung đoàn quân sự nằm rải rác ở khu vực lân cận. Khu vực này là một khu vực đá, bao gồm núi lửa và đá nham thạch và được gọi là "Lajah". Bassir cũng là một điểm dừng chân cho các đoàn lữ hành đi giữa Babylon và Palestine.
Năm 1596 Bassir xuất hiện trong sổ đăng ký thuế của Ottoman với tên Busayr al-Kubra và là một phần của nahiya của Bani Kilab trong Qada of Hauran. Nó có một dân số hoàn toàn Hồi giáo bao gồm 4 hộ gia đình và 3 cử nhân. Thuế đã được trả cho lúa mì, lúa mạch, vụ mùa hè, dê và tổ ong.

## Nhân khẩu học

### Dân số
Người dân từ khu vực này được biết đến là một phần của các bộ lạc Kitô giáo Ghassanid đã di cư vào đầu thế kỷ thứ 3 từ Yemen đến Hauran ở miền nam Syria và thành lập vương quốc Ghassanids.
Dân số khoảng 3000, nhưng không giống như các làng lân cận khác, Bassir có tỷ lệ sinh rất thấp và giảm đáng kể qua các năm. Nhiều người gốc từ Bassir sống ở Damascus nhưng vẫn sở hữu nhà trong làng. Như ở nhiều khu vực khác của Syria trong thời Đế chế Ottoman và do thiếu tài nguyên, một số dân thường đáng chú ý đã di cư đến Nam Mỹ bao gồm Brazil và Argentina. Những người khác cũng được di cư sang các nước lân cận Lebanon và hiện đang sống ở Thung lũng Beqaa và vùng Alcoura gần Tripoli.

### Tôn giáo

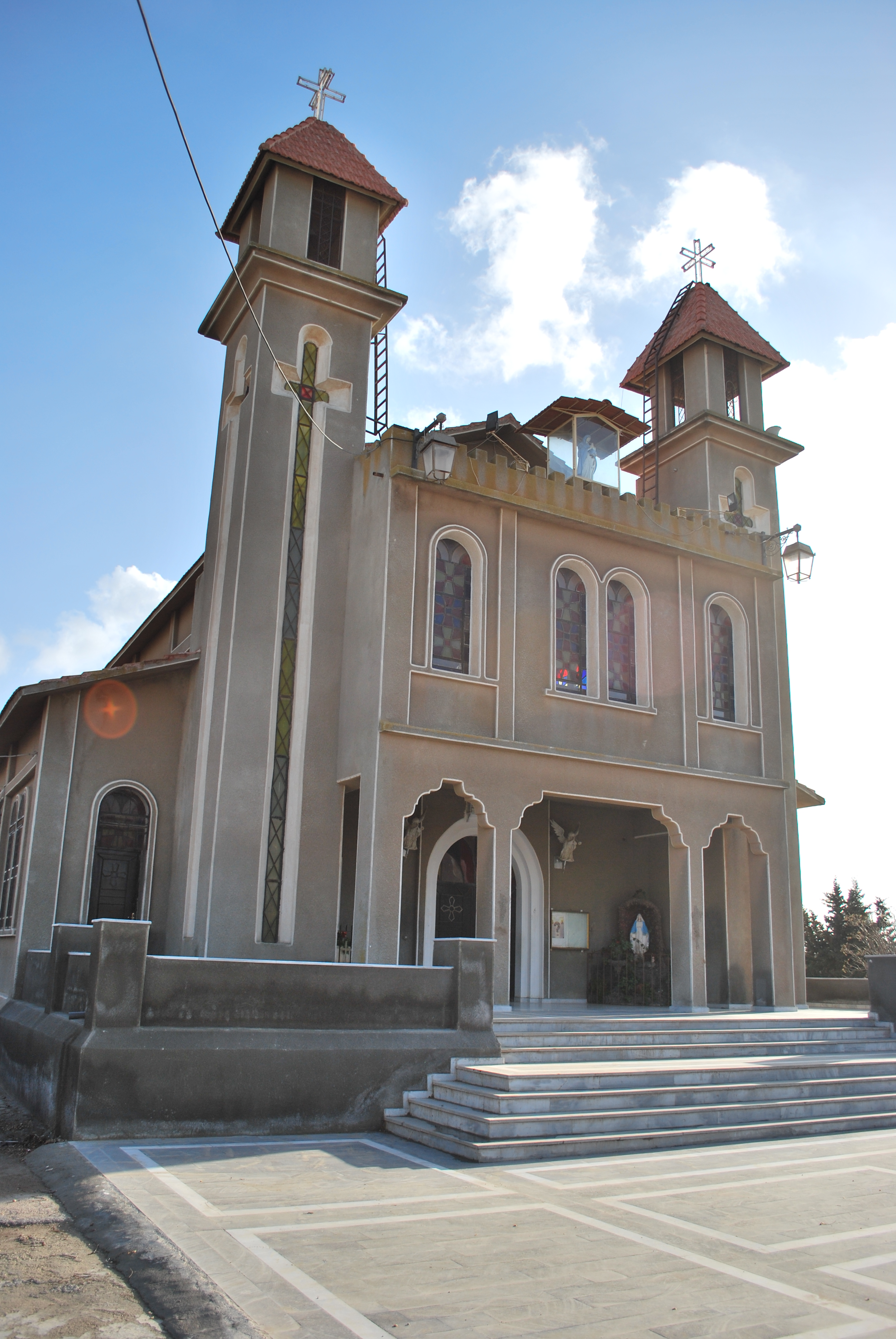
Nhà thờ Thánh George ở Bassir

Cư dân của Bassir là Kitô hữu và theo Giáo hội Công giáo Hy Lạp Melkite. Nó tương tự như những gì được nhìn thấy trong láng giềng làng chị em của họ: Khabab, Izra', Tubna, Shaqra rằng tất cả các công dân hiện tại của họ ban đầu di cư từ Salkhad.
Đã từng có hai nhà thờ Byzantine cổ xưa ở Bassir: Một trong số đó, được xây dựng sau khi chuyển đổi sang Cơ đốc giáo và bị phá hủy hoàn toàn. Nhà thờ khác vẫn được chôn cất dưới nhà thờ được xây dựng vào cuối thế kỷ 19 và đầu thế kỷ 20 và mới được cải tạo. Nhà thờ thứ hai được cho là lần đầu tiên được sử dụng bởi người định cư mới của Bassir.

## Giáo dục
Bassir là một người nổi tiếng về những người có học thức nổi bật và nó từng được gọi là "ngôi nhà của ánh sáng", bởi vì số lượng người có học vấn cao đã truyền bá kiến thức và giáo dục đến các thị trấn xung quanh khác trong suốt những năm qua. Trong 50 năm qua, một số người nhập cư vào nhiều quốc gia như Pháp và Hoa Kỳ chủ yếu để theo đuổi giáo dục đại học. Nhiều nhà khoa học và học giả nổi tiếng sinh ra ở thị trấn nhỏ này bao gồm các bác sĩ, kỹ sư và chính trị gia.

## Kiến trúc
Những ngôi nhà ở Bassir được làm bằng đá núi lửa và đá Lava hiện đang được sử dụng để xây dựng những ngôi nhà mới của làng.